# Нагараджан Муттуккумар
Нагараджан Муттуккумар (там. நாகராசன் முத்துக்குமார்; 12 июля 1975, Канчипурам — 14 августа 2016, Ченнаи) — индийский поэт и автор песен, известный благодаря своим работам в тамильском кинематографе. За свою карьеру написал более 1000 песен. Лауреат Национальной кинопремии, Filmfare Awards South и Tamil Nadu State Film Awards за лучшую лирику.

## Биография
Родился в деревне Канникапурам округа Канчипурам штата Тамилнад. Его отца звали Нагараджан, а младшего брата — Н. Рамешкумар.
Его мать умерла, когда ему было 4 года, из-за чего он увлёкся чтением книг. Он получил степень бакалавра в области физики, магистра в области тамильской литературы и даже начал докторскую в Мадрасском университете.
Но его мечтой было стать режиссёром. Свою карьеру в кино он начал с должности помощника режиссёра Балу Махендры, на которой проработал четыре года.
После чего получил возможность дебютировать как поэт-песенник. Его первыми работами в кино стали тексты песен к фильмам Minsara Kanna (1999) и Veeranadai (2000). Затем был фильм Dumm Dumm Dumm (2001) все саундтреки к которому стали хитами. Ещё одной заметной его работой стала песня «Ninaithu Ninaithu Parthal» из фильма 7G Rainbow Colony (2004).
За свою карьеру написал свыше 1000 песен, только за 2012 год он сочинил 103 песни для 36 фильмов. 
Его тексты отличаются подбором благопристойных и простых тамильских слов. Он никогда не прибегал к двусмысленности или пошлости в своих текстах, а использование не-тамильских слов минимально.
Он работал в паре со всеми ведущими композиторами тамильского кинематографа, такими как Илайяраджа, А. Р. Рахман, Харрис Джаярадж, Юван Шанкар Раджа и Г. В. Пракаш Кумар.
Их сотрудничество с Г. В. Пракашем началось с песни «Veyilodu Vilayadi» из фильма Veyyil (2006), всего же на счету их дуэта около 200 композиций.
Помимо тестов песен на его счету роман «Шелковый Город» (Silk City), Newton-in Moondram Vidhi, Ennai Sandhikka Kanavil Varathe (сборники стихов). «Шелковый Город» основан на жизни четырёх поколений семьи в Канчипураме, его родной деревне. Муттукумар также написал диалоги для фильма Kireedam (2007).
В 2006 году поэт женился на Дживалакшми, которая родила ему двоих детей: сына Адхавана (2007) и дочь Йогалакшми (2015).

## Награды и звания
- 2005 — Tamil Nadu State Film Awards за песню «Suttum Vizhi» из фильма «Превозмочь себя»[4][10]
- 2006 — Filmfare Awards South за песню «Urugude Marugude» из фильма Veyyil
- 2009 — Filmfare Awards South за песню «Vizhi Moodi» из фильма «Неуловимый»[11]
- 2013 — Национальная кинопремия за песню «Aanandha Yaazhaie» из фильма Thanga Meenkal[12]
- 2013 — Filmfare Awards South за песню «Aanandha Yaazhaie» из фильма Thanga Meenkal[13]
- 2014 — Национальная кинопремия за песню «Azhagu» из фильма Saivam[14]
- 2014 — Filmfare Awards South за песню «Azhagu» из фильма Saivam[15]